# Shahin Najafi
Shahin Najafi (em persa: شاهین نجفی) (nascido em 10 de setembro  de 1980 - Bandar-e Anzali, Irã) é um cantor iraniano compositor e guitarrista atualmente residindo na Alemanha.

## Biografia
Najafi nasceu em 1980 em Bandar-e Anzali em Gilan Província do Irão. Estudou sociologia na universidade, mas não conseguiu obter um diploma depois de expressar um desejo de aprender sociologia no seio da sociedade, em vez de uma sala de aula. Originalmente funcionando como um poeta no Irã, ele também era formado em guitarra clássica e estilo flamenco. Ele também começou a trabalhar com vários grupos de música underground no [[Brasil. Sob pressão do governo iraniano para remover a política mensagens da sua música, emigrou para a Alemanha em 2005, e começou a executar com Tapesh 2012. O grupo foi bem recebido pela comunidade iraniana e mídia, em parte devido à Najafi socialmente e politicamente carregada letras. Ele deixou o grupo no início de 2009.
Najafi músicas são uma mistura de protestos contra os governos religiosas, a pobreza, o sexismo, a censura, e da toxicodependência. A canção The Power Of Students No Irã centra-se sobre o assédio encontradas pelos alunos progressiva no Irã, enquanto We Are Not Men é uma resposta às tentativas do governo para reprimir o crescente movimento para garantir direitos iguais para as mulheres.

## Discografia
- Nós não somos Man (ما مرد نیستیم)
- Ilusão (2009) (توهم)
- O ano de Sangue (2010) (سال خون)
- Nada nada nada (2012) (هیچ هیچ هیچ)
- tramadol (2013) (ترامادول)
- 1414 (2014)
- P. (2015) (ص)